# Teatro Marjanishvili
Teatro drammatico accademico statale di Kote Marjanishvili (in lingua georgiana: კოტე მარჯანიშვილის სახელობის სახელმწიფო აკადემიური დრამატული თეატრი) è un teatro statale situato nella città di Tbilisi, in Georgia. Esso è considerato uno dei teatri più antichi e significativi tra tutti quelli presenti nella capitale, arrivando secondo, poiché superato dal Teatro Nazionale Rustaveli.
Il teatro fu fondato a Kutaisi nel 1928. Poi successivamente si trasferì a Tbilisi nel 1930 nell'ex "Casa Pubblica" ("Pubblic House") dei fratelli filantropi Zubalashvili, nella quale tuttora è presente la struttura del teatro. L'edificio in stile art nouveau è stato completamente rinnovato e riaperto nel 2006 con la prima dell'Opera da tre soldi di Bertolt Brecht.

## Storia[1]
Le radici del teatro georgiano risalgono alla metà del secondo millennio a.C. Il culto di Dionisio si diffuse ampiamente nell'antica Georgia. La prova rimane a Vani, Sarkineti e Dzalisi dove sono stati scoperti i Templi di Dionisio, anche a Uplistsikhe, la città rupestre (3-2 sec. aC) dove un edificio teatrale è circondato da un proprio palcoscenico, fossa dell'orchestra e sala delle udienze. È chiaro che la cultura antica, teatrale e performativa era molto conosciuta nell'antica Georgia.
Il teatro georgiano professionale è stato fondato nel 1850 su iniziativa dei principali rappresentanti del pubblico georgiano. Il suo fondatore, Giorgi Eristavi, è un famoso drammaturgo e scrittore. Le sue commedie hanno gettato le basi per il teatro realistico georgiano. Attualmente ci sono circa 40 compagnie teatrali professionali in Georgia, ma pochissime sono sovvenzionate dallo Stato.
Il Kote Marjanishvili State Drama Theatre è stato fondato a Kutaisi nell'anno 1928 e molto presto è stato intitolato The Second State Georgian Drama Theatre. È stata fondata da un grande regista teatrale e riformatore del teatro georgiano di nome Kote Marjanishvili. È stato invitato dalla Russia ad attuare la riforma teatrale in Georgia. Marjanishvili ha svolto un ruolo cruciale nello sviluppo della vita teatrale georgiana ed è generalmente accreditato di aver percorso un percorso per il teatro georgiano moderno. Utilizzando le consolidate tradizioni teatrali georgiane, Marjanishvili ha creato un teatro moderno in cui il teatro antico, classico e moderno esistevano armoniosamente.
In un breve periodo di tempo questo teatro ottenne successo non solo in Georgia, ma anche in spettacoli come ospiti a Kharkov e Mosca. 
Successivamente si è trasferito a Tbilisi. In questo periodo mette in scena produzioni come: “Hopla, We're Alive” di Ernst Toller, “To the Very Heart” di Shalva Dadiani, “Uriel Acosta” di Carl Gutzkow, “How” di Karlo Kaladze, “Kvarkvare Tutaberi ” di Polikarpe Kakabadze, “Beatrice Cenci” di Percy Shelley, “Otello” di William Shakespeare ecc. Durante le prime tournée del teatro nei primi anni Trenta e dopo la prima dimostrazione della sua ricchezza teatrale, il Teatro Marjanishvili fu chiamato a trasferirsi a Tbilisi (1930 ) e occupò l'edificio del pub costruito dai fratelli Zubalashvili. Nel 1933, dopo la morte di Kote Marjanishvili, il teatro prese il nome dal suo fondatore.
In quel periodo la vita intellettuale di Tbilisi era incentrata sul teatro. Scrittori come Shalva Dadiani, Polikarpe Kakabadze, Karlo Kaladze, Simon Chikovani e artisti come Petre Otskeli, Davit Kakabadze, Lado Gudiashvili, Elene Akhvlediani e compositori come Kote Megvinetukhutsesi, Andria Balanchivadze sono stati tutti attratti dal Marjanishvili.
Fin dall'inizio, la compagnia teatrale Marjanishvili è stata di prim'ordine. Veriko Anjaparidze, Ushangi Chkheidze, Tamar Chavchavadze, Shalva Gambashidze, Vaso Godziashvili, Sesilia Takaishvili, Sandro Zhorzholiani, Akaki Kvantaliani, Giorgi Shavgulidze - questi sono i nomi degli attori leggendari che hanno creato un'intera epoca del teatro georgiano.
Ushangi Chkheidze, attore di grande espressività innata e forza tragica, è stato l'esponente più dotato del credo artistico di Kote Marjanishvili. Le immagini sceniche fresche, inimitabili e abbaglianti di Uriel Acosta, Kvarkvare Tutaberi, Cenci, Iago create da lui sono immagini sceniche esemplari.
Nei personaggi creati da Veriko Anjaparidze, si può sentire il respiro della poesia e della musica georgiane. Ha una mentalità romantica, emotivamente elevata, nonché piena di ardore e fascino scenico. Queste qualità sono prominenti nei ruoli di Judit, Desdemona, Medea, nonna, Fru Alving, Fati Gurieli, la vedova di Otaraant ecc. ma Judit è stato uno dei ruoli migliori del suo repertorio, quindi come "Uriel Akosta" una delle migliori opere teatrali messe in scena da Kote Marjanishvili nel 1929. Successivamente Veriko Anjaparidze riprese due volte questa performance. Prima nel 1962 dove il ruolo di Uriel al posto di Ushangi Chkheidze interpretava Pier Kobakhidze e poi nel 1972 dove al posto di Veriko Anjaparidze il ruolo di Judit interpretava Sopiko Chiaureli, il ruolo di Uriel - Kote Makharadze.   
L'arte di mettere in scena opere teatrali ha raggiunto un alto livello di successo in Georgia. I nomi di molti noti registi sono strettamente legati al Teatro Marjanishvili: Vaso Kushitashvili, Archil Chkhartishvili, Vakhtang 
Tabliashvili, Dodo Aleksidze, Lili Ioseliani, Giga Lortkifanidze, Temur Chkheidze. Sono tutte individualità vivide, le cui esibizioni sono sempre state caratterizzate dalla diversità espressiva e dall'alta qualità della regia. Hanno messo in scena spettacoli che hanno ottenuto ampi riconoscimenti. I direttori artistici che hanno definito l'estetica del teatro sono stati Kote Marjanishvili, Ushangi Chkheidze, Veriko Anjaparidze, Giga Lortkipanidze, Temur Chkheidze e Otar Megvinetukhutsesi. Dal 2006, ancora oggi Levan Tsuladze è il direttore artistico del Teatro Marjanishvili.

Vaso Kushitashvili ha lavorato in Francia come produttore per 15 anni, nei teatri “Antoine” e “Odeon”. Ha anche fondato il teatro “Atelier”. Ha lavorato per un certo periodo negli Stati Uniti, nei teatri di New York e New Orleans. In quanto uomo dotato di alta cultura professionale, profonda educazione e gusto squisito, aveva il dono di stabilire creatività, contatti e lavoro con gli attori. Di seguito alcune delle sue produzioni degne di nota al teatro Marjanishvili: “Il ponte rotto” di I. Chavchavadze, “Il matrimonio di Figaro” di Beaumarchais; “Ruy Blas” di Victor Hugo, “Riccardo III” di Shakespeare.
Archil Chkhartishvili è un produttore che possiede una spiccata individualità nazionale. Trova sempre la fonte della sua ispirazione nelle profondità della cultura georgiana. A. Chkhartishvili nutre un profondo interesse per una varietà di generi, che rientrano tutti nell'ambito delle sue attività di produttore: rievocazioni storiche, concerti celebrativi, spettacoli monumentali. Le sue produzioni di "The Outcast" di V. Pshavela, "Kharateli's Home" di M. Mrevlishvili e "Medea" di Euripide sono notevoli per la loro forma originale, il ritmo scenico dinamico, la teatralità vivida e l'atmosfera.

La rappresentazione della “Medea” di Euripide prodotta da A. Chkhartishvili al teatro Marjanishvili nel 1962 fu un'altra pagina brillante nella storia del teatro georgiano. Medea è stata impersonata dalla famosa attrice tragica Aspasia Papatanassiu. Ha detto in un'intervista per la stampa:
“Non posso fare a meno di esprimere la mia gioia. La performance è stata molto interessante. È piacevole vedere la grande popolarità di Euripide in Georgia. Penso che non sia una questione di casualità".
Vakhtang Tabliashvili era un regista erudito molto dedito all'analisi psicologica delle opere teatrali. Il suo talento si è rivelato al teatro Marjanishvili dove ha lavorato dal 1941 al 1962. Aveva una predilezione per i temi storici e le produzioni monumentali, noto per la loro portata e la brillante recitazione del cast. Sono le commedie “Solomon Isakich Mejganuashvili” di Ardaziani, “King Erekle” e “David the Builder” di Levan Gotua, “The Kremlin Chimes” di Nicola Pogodin ecc.
L'individualità di Lili Ioseliani come regista è pienamente evidente nel suo modo di lavorare con gli attori. Ha un bel talento pedagogico e una salutare influenza su coloro che sta educando.
Lo stile di Giga Lortkipanidze è quello di un maestro di spettacoli teatrali colorati intrisi di uno spirito nazionale, che si manifesta prevalentemente nelle commedie georgiane. Sente acutamente lo stile e il genere di un'opera teatrale. Particolarmente significativi sono “Io, nonna, Iliko e Ilarion”, “See the Sun” di Nodar Dumbadze e “Kakhaber's Sword” di Polikarpe Kakabadze, tutti prodotti da lui al teatro Marjanishvili.  
Dodo Antadze è stato direttore del teatro Marjanishvili dal 1934 al 1938 dopo la morte del suo fondatore. Ha messo in scena una serie di produzioni degne di nota.
Dodo Aleksidze ha lavorato come produttore per 30 anni, prima al teatro Rustaveli e poi al teatro Marjanishvili. Ha creato una maniera monumentale, caratterizzata da elevata teatralità, fantasia, varietà di dispositivi scenici, messa in scena espressiva. Nelle sue produzioni si avverte sempre uno specifico mezzo per svelare le peculiarità di un'opera teatrale che procede dal genere. Alcune delle sue produzioni più interessanti al teatro Marjanishvili sono: “Don Carlos”, “The Heart's Memory” di Korneichuk, “Kvachi Kvachantiradze” di M. Javakhishvili ecc. 
Temur Chkheidze esamina i suoi personaggi in modo molto approfondito e guarda al profondo conflitto dell'essere umano e alla psicologia di ogni eroe. Per questo le sue produzioni raggiungono sempre la cosa più preziosa che in teatro sono convincenti! Il lato visivo della produzione riflette sempre l'essenza dell'opera originale nel modo più interessante. È stato direttore artistico del Kote Marjanishvili State Drama Theatre dal 1981 al 1988. Da allora ha lavorato in questo teatro come produttore. Lavorando in questo teatro, ha diretto spettacoli che hanno sempre avuto un ruolo distinto per il teatro georgiano: “Haki Atsba” di Leo Kiacheli, “Otello” di William Shakespeare, “Jako's Refugees” di Michail Javakhishvili, “Perfidy and Love” di Friedrich Schiller, "Il crogiolo", di Arthur Miller.          
Negli anni Cinquanta una nuova generazione di attori si presentò sul palco di Marjanishvili, dimostrandosi degna dei loro illustri antenati: Medea Japaridze, Marine Tbileli, Yakob Tripolski, Kote Makharadze, Elene Kipshidze ecc. La generazione che li seguì creò anche molte immagini sceniche memorabili e ottenne popolarità. Eccone alcuni: Tengiz Archvadze, Sopiko Chiaureli, Givi Berikashvili, Guranda Gabunia ecc. Tra di loro c'era Otar Megvinetukhutsesi. Il teatro lo ha accolto con una compagnia di artisti leggendari georgiani come Sesilia Takaishvili, Vaso Godziashvili, Akaki Kvantaliani, Sandro Zhorzholiani ecc.   
Otar Megvinetukhutsesi, famoso attore teatrale e cinematografico georgiano, è stato il direttore artistico della compagnia per dieci anni (1996-2005). Dopo aver fondato il Rustavi State Drama Theatre nel 1967, è tornato al Teatro Marjanishili a metà degli anni '70 e ha iniziato una nuova era per la compagnia con produzioni come Edipo nella tragedia di Sofocle "Edipo il re" diretto da Giga Lortkipanidze e Tamaz Meskhi.
Il rapporto artistico tra Otar Megvinetukhutsesi e Temur Chkheidze è apparso molto importante per la cultura georgiana. Si sono incontrati per la prima volta all'"Haki Atsba" di Leo Kiacheli, dove Otar ha interpretato il ruolo di Ujush Emba. Poi la leggenda è proseguita con “Otello”. Nel 1984 lo spettacolo è stato invitato a Vaimar, in Germania, alla Shakespeare International Conference tenutasi in occasione della celebrazione del compleanno di Shakespeare. "Otello" di Temur Chkheidze è stato riconosciuto come la migliore performance del festival. Lo spettacolo è stato in tournée in Bulgaria nel 1987 e nel 1990 è stato invitato al Glasgow International Theatre Festival. Successivamente, nel 1990, è seguito il Festival Internazionale del Teatro di Brawnschwaig. Nell'anno 2000 Temur Chkheidze ha diretto “Antigone” di Jean Anouilh, dove Otar Megvinetukhutsesi interpretava Creonte.
La stagione teatrale autunnale 2006 è iniziata con il drammatico raduno d'élite della Georgia nel luogo più antico e venerabile del paese: il Kote Marjanishvili State Drama Theatre. Questa occasione è stata speciale per una serie di motivi: ha segnato l'inaugurazione dell'edificio del teatro recentemente rinnovato e il compleanno della stella luminosa di Otar Megvinetukhutsesi, insieme alla prima di un classico di Bertolt Brecht "L'opera da tre soldi" e l'inaugurazione 76ª stagione teatrale. Questa performance è stata diretta da Gizo Zhordania e oltre ad attori famosi sono stati scelti per la nuova generazione di quelli che sono venuti al teatro Marjanishvili.
Durante questo periodo il teatro produsse circa 400 rappresentazioni e la maggior parte di esse furono cruciali ed espressero la principale fase artistica e sociale del suo sviluppo. Le opere originali georgiane, così come i migliori campioni del dramma europeo, hanno sempre rappresentato il nucleo del repertorio del teatro Marjanishvili.
Anche se il sistema sovietico ha negato agli artisti georgiani di rappresentare la loro maestria teatrale all'estero, il teatro Marjanishvili è comunque riuscito a partecipare a diversi festival artistici e teatrali, dove sia la critica che il pubblico sono sempre stati incantati dall'approccio appassionato e innovativo dei georgiani al teatro e alla vita.

Il teatro Marjanishvili ha dichiarato la sua adesione alle tradizioni teatrali classiche e al dramma georgiano, antico e moderno. È diventato un luogo in cui attori, registi, scrittori e designer possono scambiare le loro nuove idee e pratiche e sviluppare le tradizioni teatrali. Ha il supporto più forte dei leggendari artisti georgiani pur mantenendo il profumo del teatro di Kote Marjanishvili.
“Lo scopo dell'arte è abbastanza semplice: dare felicità e instillare coraggio negli esseri umani”
Dichiara Kote Marjanishvili, il fondatore del Kote Marjanishvili State Drama Theatre. Dopo una pausa di tre anni causata dai lavori di ristrutturazione, è destinata a tornare al suo pubblico.

## Casa Pubblica[2]
Le case pubbliche sono apparse a Tbilisi nei primi anni del 1900 come un nuovo tipo di istituzione culturale-educativa con il compito di "Società che insegna a leggere e scrivere". Con donazioni e prestiti volontari è stato costruito un piccolo locale per la casa pubblica, per un totale di 17 600 rubli. Secondo il regolamento, la costruzione dello spazio era vietata, quindi la "Società della sobrietà pubblica" è stata coinvolta nel progetto per la sua realizzazione.          

Nel 1901, la rivista "Kvali" pubblicò il sensazionale testamento di un importante uomo d'affari Costantino Zubalashvili:     
"... Il morto Constantine Zubalashvili ha lasciato in eredità al Pubblico Tbilisi 100.000 rubli a condizione che fosse costruito in suo onore, nel centro della città e che fosse registrato come sua proprietà."
Dopo aver letto questa dichiarazione, il Public House Building Committee ha risparmiato 17.600 rubli da trasferire per la costruzione di sei piccole case pubbliche separate nella città. Nel 1902 fu bandito un concorso per scegliere un piano per la costruzione della Public House di Constantine Zubalashvili. Il concorso è stato vinto dall'architetto municipale di Mosca Krichinski. Le fondamenta dell'edificio furono poste nell'estate del 1902.       
La presentazione ufficiale della Casa Pubblica avvenne il 26 marzo 1909. Questo edificio era costituito da una sala teatrale con 630 posti, una sala lettura per 200 persone e una Biblioteca-Teateria. La casa divenne presto uno dei centri culturali più importanti di Tbilisi.
Nel 1930, dopo le tournée di successo del teatro Kutaisi di Tbilisi, Kharkov e il teatro Marjanishvili di Mosca si trasferirono al Public House di Zubalashvili e vi rimangono oggi.

## Direzione e staff[3]
- Fondatore: Kote Marjanishvili
- Direttore generale: Ekaterina Mazmishvili
- Direttore artistico: Levan Tsuladze
- Registi: Temur Chkheidze, Tsitsino Kobiashvili, Guram Vasakidze.
- Giovani registi: Ana Tsutskiridze, Ani Khidesheli, Giorgio Kaviladze, Teimuraz Kuprava, Alexandre (Sandro) Eloshvili.
- Compositori: Misha Mdzinaradze, Nika Machaidze, Vakhtang Kakhidze.
- Designer: Ana Kalatozishvili, Nino Surguladze.
- Coreografi: Gia Margania, Tina Tin Tsuladze.
- Adattatore musicale: Zurab Gagloshvili